# Владислав Рох Ґуровський
Владислав Рох Ґуровський гербу Вчолі (нар. 16 серпня 1717 — пом. 23 травня 1790, Варшава) — державний діяч, дипломат Великого князівства Литовського та Речі Посполитої, шамбелян короля Августа III (1756—1764), писар великий коронний (1764—1768), маршалок надвірний (1768—1781) і великий (1781—1790) литовський.

## Життєпис
Народився Владислав Рох (чи Владислав Юзеф) 16 серпня 1717 року, був охрещений 20 лютого 1718 року в Мурованій Ґосьліні. Був другим сином каштеляна познанського Мельхіора Ієроніма Ґуровського та Зофії з Пшиємських. Мав 3 братів і 1 сестру.
1737 року разом із трьома братами виїхав через Дрезден до Франції на навчання. Навчався, ймовірно, у школі Станіслава Лещинського в Люневілі. Після навчання вступив на службу до французького війська.
1748 року, за дорученням Моріца Саксонського виїхав до Петербурга. Там безуспішно намагався підкупити російського канцлера Алєксєя Бєстужева-Рюміна, щоб переконати імператрицю Єлизавету Петрівну погодитися на інтронізацію Моріца на престол Герцогства Курляндії і Семигалії.
1756 року став шамбеляном короля Августа III. Під час окупації Великопольщі російськими військами протягом Семирічної війни (1756—1763) був призначений королівським комісаром щодо реквізицій фуражу та провіанту. Він вчинив багато фінансових зловживань і розкрадань при постачанні російських військ. 21 травня 1761 року король нагородив Ґуровського Орденом Святої Анни, присланим із Петербурга.
Владислав Ґуровський був консулом Конфедерації Чорторийських 1764 року. Під час конвокаційного сейму цього ж року виступав проти прихильників Віленського воєводи Кароля Станіслава Радзивіла та вимагав усунення від виборів усіх, хто не підписав інспіровану Фамілією генеральну конфедерацію. Був обраний послом від Познанського воєводства на сейм 1764 року, на якому був електором Станіслава Авґуста Понятовського, підписав його pacta conventa. Після коронаційного сейму 22 грудня 1764 року він був призначений на посаду писаря великого коронного.
Ґуровський був обраний послом на сейм 1766 року від Каліського воєводства. Невдовзі він став однією з найвпливовіших фігур у проросійському таборі Речі Посполитої. Катерина II призначила йому юргельт (щорічну пенсію) як винагороду. За дорученням російського посла Ніколая Рєпніна, Ґуровський разом із маршалком надвірним коронним Єжи Августом Мнішеком готували Радомську конфедерацію у Великопольщі. У додатку до телеграми від 2 жовтня 1767 року до президента Колегії іноземних справ Російської імперії Нікіти Паніна, Ніколай Рєпнін описав Ґуровського як одного з послів, відповідального за реалізацію російських планів на сеймі 1767 року. Під час засідань сейму як посол від Познанського та Каліського воєводства, Владислав Рох був одним з ініціаторів виборів делегації, яка підписала Договір про вічну дружбу між Росією і Річчю Посполитою, за яким остання фактично визнала російський протекторат. Завдяки протекції Рєпніна, Ґуровський 7 березня 1768 року став маршалком надвірним литовським. У відповідь на це барські конфедерати спустошили його маєтки у Великопольщі. 24 березня на Раді Сенату він проголосував за введення російських військ для придушення Барської конфедерації.
Навесні 1769 року відтіснений до боліт загоном конфедератів, Владислав Ґуровський утік до прусської Сілезії. У жовтні цього ж року приїхав до Варшави й під час засідання Сенату проголосував проти незалежницької політики Чорторийських. Він засуджував перед росіянами всі дії короля, звинувачуючи його в таємних угодах із Францією. Був автором памфлету, спрямованого проти Барської конфедерації «Службова розмова в Дуклі» (пол. Rozmowa gabinetowa w Dukli).

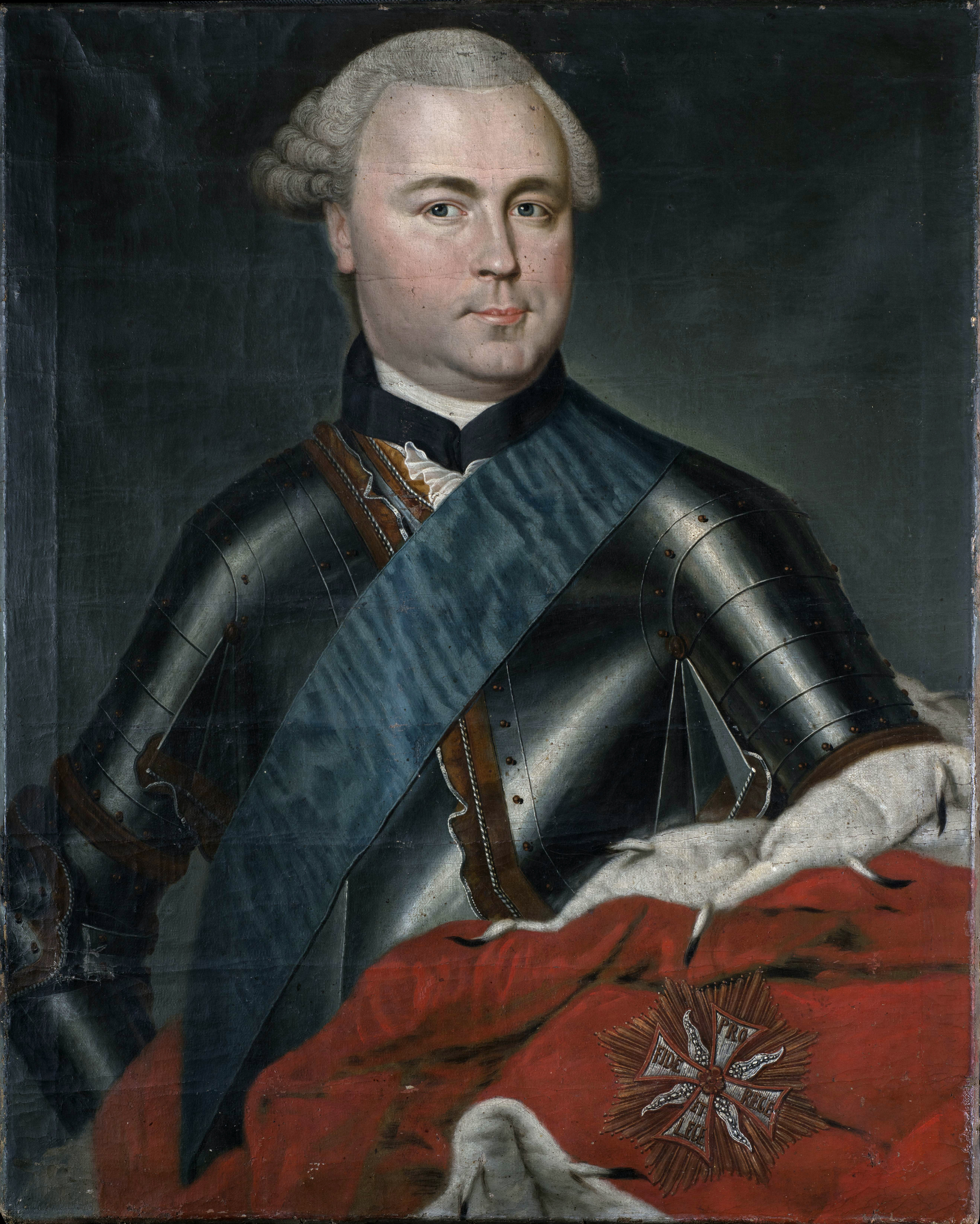
Портрет Владислава Ґуровського невідомо автора, бл. 1772 року.

У червні 1772 року король нагородив Ґуровського орденами Святого Станіслава та Білого Орла. Був членом конфедерації 1773 року, підписав перший знищений акт конфедерації, а 16 квітня цього ж року він дав обіцянку знову підписати конфедерацію. Під час роботи Розділового сейму (1773—1775) він був одним із лідерів конфедерації Адама Понінського, увійшов до складу делегації, відібраної під тиском дипломатів Росії, Австрії та Пруссії для здійснення першого поділу Речі Посполитої. 18 вересня 1773 року підписав договори відступлення (цесії) Речі Посполитої від своїх земель, захоплених трьома державами під час поділу.
Владислав Рох Ґуровський 1774 року був нагороджений російським орденом Святого Олександра Невського. Цього ж року він уперше взявся за проєкт розробки диспенсаторії — керівництва для аптек і лікарів, яка містила, зокрема, правила, як готувати складні медикаменти, які зілля й ліки аптека повинна мати в наявності та готовності, їхні дозування тощо. Цей проєкт не був реалізований.
Владислав Ґуровський був одним із ініціаторів створення Постійної Ради 1775 року, працював у Литовській Розподільчій комісії, яка займалася передачею російським прибічникам конфіскованого майна в ліквідованого Ордену єзуїтів. У лютому 1775 року здійснював демаркацію нового кордону з Російською імперією. Протягом 1775—1780 років, як перевірений прибічник Катерини ІІ та Станіслава Авґуста Понятовського, засідав у Постійній Раді. Був членом конфедерації Анджея Мокроновського 1776 року. 1778 року мав річну платню, виділену зі скарбниці російського посла в Речі Посполитій у розмірі 2400 червоних злотих. 1779 року був членом Департаменту скарбу Постійної Ради.

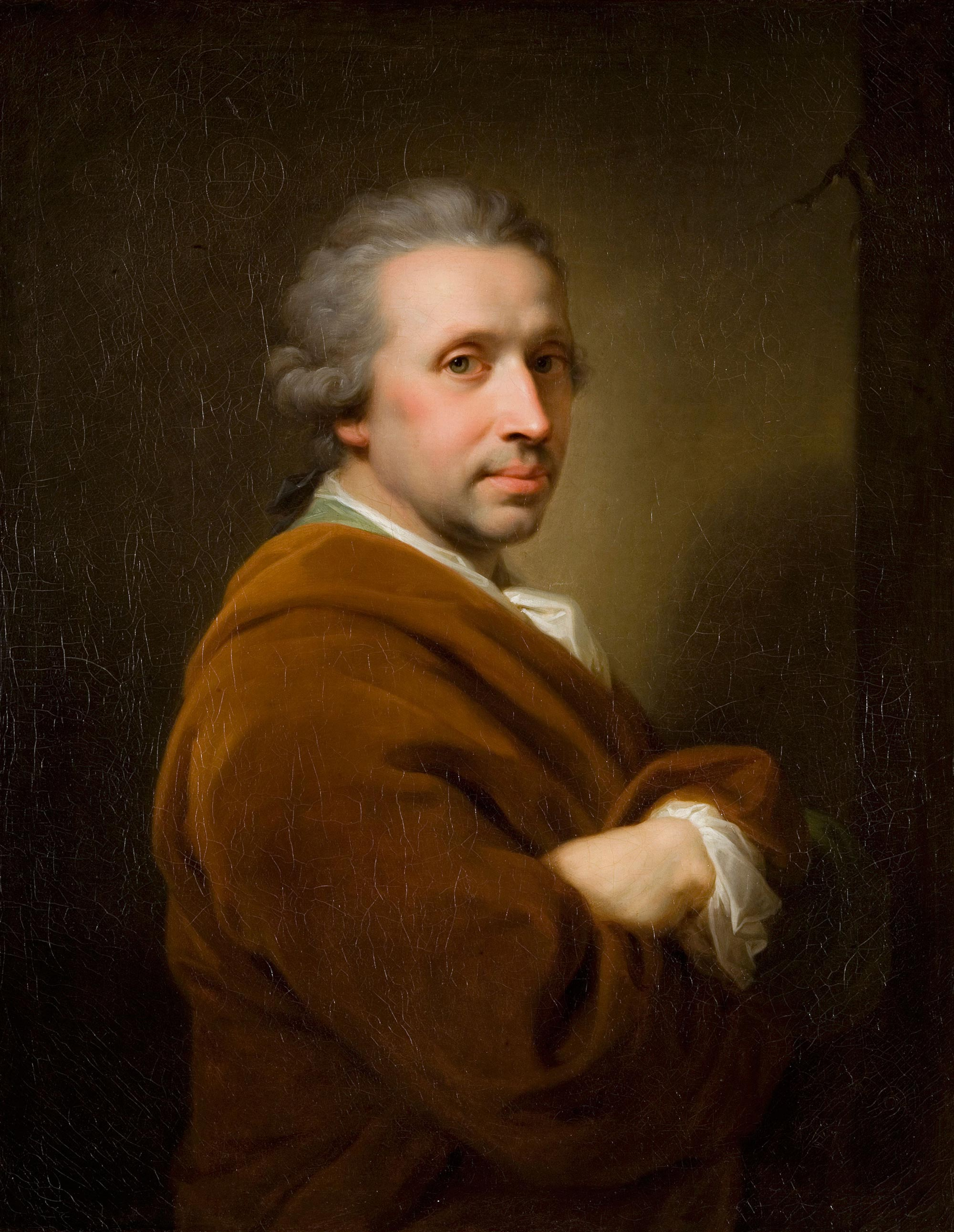
Портрет Владислава Ґуровського роботи Йогана Баптиста Лампі старшого, бл. 1790 року.

23 травня 1781 року Владислав Рох Гуровський отримав посаду маршалка великого литовського. 1784 року він заміняв відсутнього маршалка великого коронного Міхала Єжи Вандаліна Мнішека, а у вересні приймав у Гродні перший за останні 32 роки сейм. Протягом 1785—1787 років він також часто заміняв Мнішека у Варшаві, особливо під час подорожі Станіслава Авґуста до Канева (1787). Він видавав приписи для акторів, м'ясників, пекарів, купців, бродяг і торгівців, опікувався бруківкою та доріжками, пожежною командою та заїздами, наказав провести перепис. 22 червня 1784 року, як маршалок литовський, запровадив превентивну цензуру, наказавши надавати по два примірники газети, надрукованої перед розповсюдженням, для перевірки, чи не містить вона «непристойних новин чи репортажів будь-якої особисто шкідливої інформації для когось». Була введена посада спеціального цензора, в якого мали реєструватися автори друкованих газет. Останні могли отримати штрафи за нереєстрацію або непокору цензору
Ґуровський був членом конфедерації 1788 року під час Чотирирічного сейму.
За спогадами сучасників, Ґуровський, зловживав алкоголем, вів розгульний спосіб життя, величезні суми програвав у карти, весь його маєток перебував у заставі банкірів. Російський посол Каспар фон Зальдерн описав його як людину хитру й здібну, але без честі й віри. Австрійський посол, барон Ревіцкі фон Ревісні писав, зокрема, що Ґуровський «мав неабиякий талант до інтриг і був хорошим оратором».
Помер 23 травня 1790 року у Варшаві, був похований у своєму маєтку в Клечеві.

## Маєтності

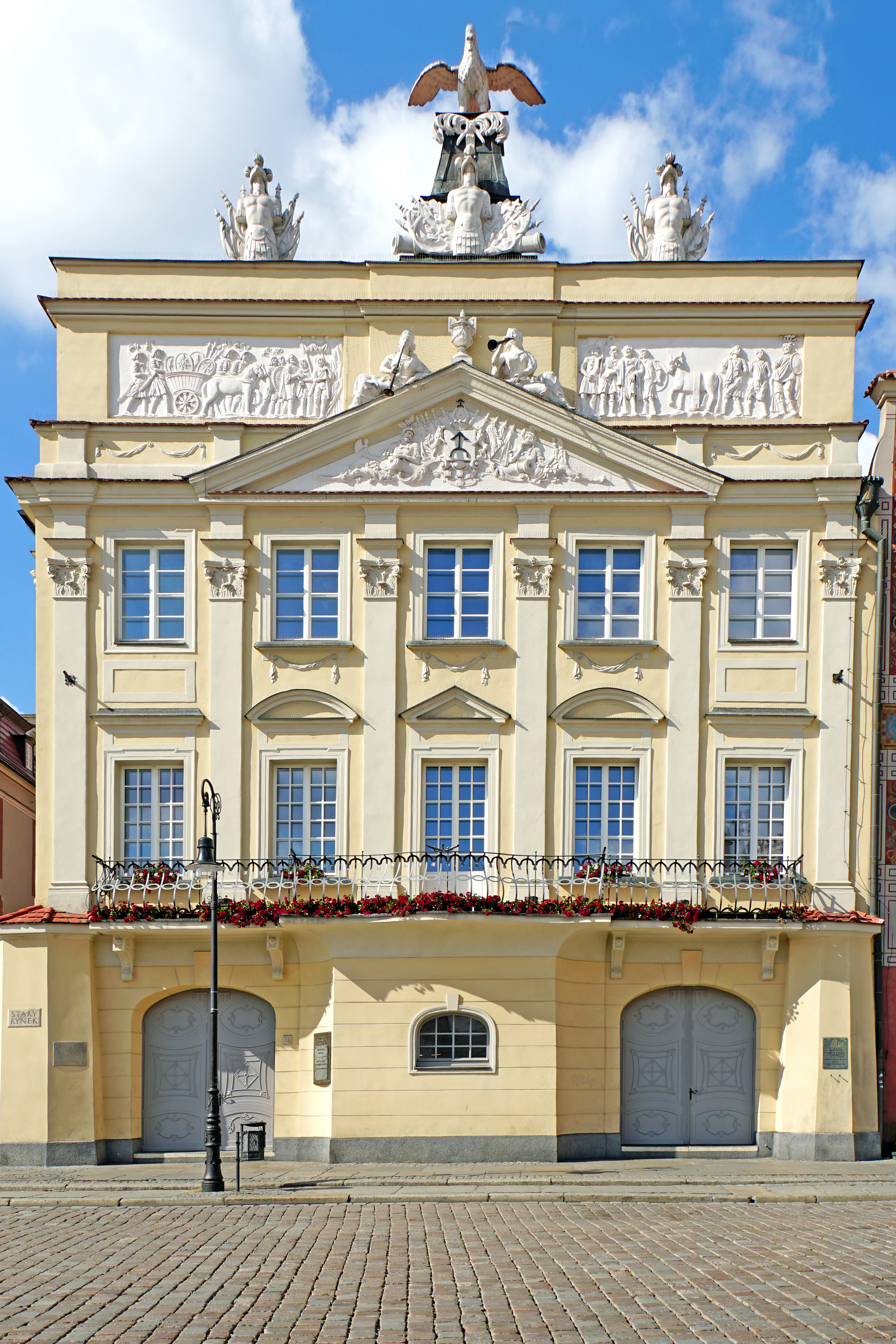
Палац Дзялинських у Познані, 2016 рік

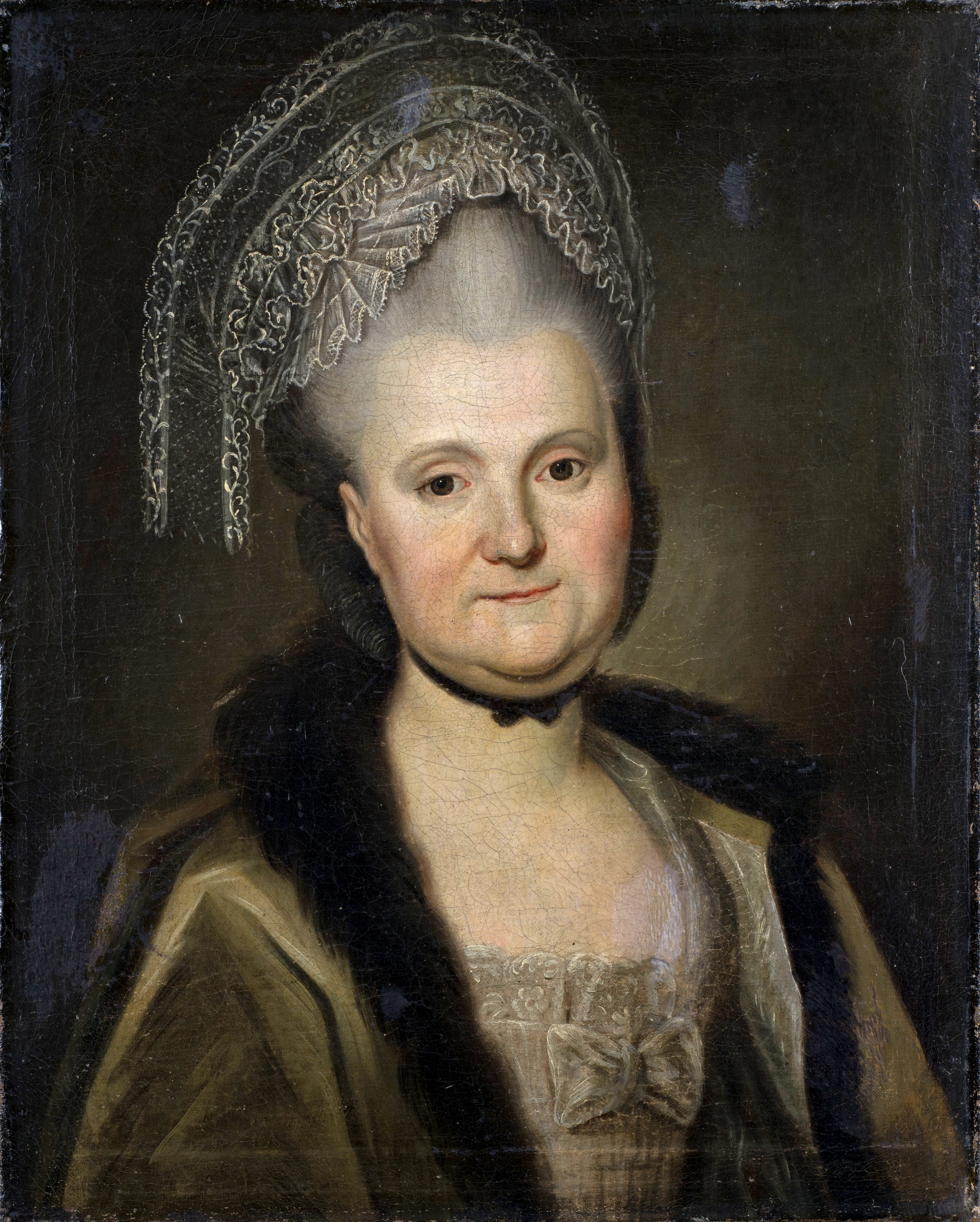
Портрет Анни з Радоміцьких Ґуровської невідомого автора, бл. 1772 року

Владислав Ґуровський володів великими маєтками Клечев, Ґолухув, Конажев у Познанському воєводстві, володів палацом у Варшаві на вулиці Закрочимській. Протягом 1773—1776 років, на місці двох середньовічних кам'яниць на площі Ринок у Познані, він збудував палац, відомий як палац Дзялинських.

## Сім'я
1767 року Владислав Ґуровський одружився зі вдовою по Авґустину Дзялинському Анною з Радоміцьких. Імовірно, цей шлюб був, зокрема, спричинений його значними фінансовими проблемами, вирішенню яких посприяла дружина, яка володіла значним маєтком, успадкованим за померлим чоловіком. Анна мала двох малолітніх синів від першого шлюбу — Іґнація та Ксаверія, яких вони разом із Владиславом виховали.